# Eremarionta morongoana
Eremarionta morongoana är en snäckart som först beskrevs av S. S. Berry 1929.  Eremarionta morongoana ingår i släktet Eremarionta och familjen Helminthoglyptidae. IUCN kategoriserar arten globalt som nära hotad. Inga underarter finns listade i Catalogue of Life.